# بن لوین
بن لوین (انگلیسی: Ben Lewin؛ زادهٔ ۶ اوت ۱۹۴۶) کارگردان فیلم اهل ایالات متحده آمریکا است.